# Sergej Bagrej
Sergej Anatol'evič Bagrej (in russo Сергей Анатольевич Багрей?; Belgorod, 14 agosto 1987) è un pallavolista russo, palleggiatore del Belogor'e.

## Carriera

### Club
La carriera di Sergej Bagrej inizia nel Metallonivest nella Superliga russa 2007-08 e prosegue nel Lokomotiv-Belogor'e dopo lo scioglimento della società; dopo due campionati passa alla Lokomotiv-Izumrud e poi al Kuzbass, senza ottenere risultati di prestigio.
I primi successi arrivano dopo il ritorno al club di Belgorod, avvenuto nella stagione 2013-14: vince infatti la Supercoppa nel 2013 e nel 2014 e la Coppa di Russia 2014, conquistando inoltre la Champions League 2013-14 e il titolo di campione del mondo per club 2014. Nel campionato 2015-16 si trasferisce allo Zenit-Kazan, passando a stagione in corso alla Dinamo Krasnodar e chiudendo l'annata con il ritorno al Belogor'e.
Nella stagione 2017-18 è a Cipro, disputando il campionato locale nell'Omonia; rientra quindi in patria nel campionato successivo, impegnato dapprima con il Gazprom-Jugra e quindi, dal novembre 2018, nuovamente con il Belogor'e, con cui conquista la Challenge Cup 2018-19.

### Nazionale
Dopo le esperienze con le nazionali giovanili viene poi convocato dalla nazionale maggiore per due edizioni delle Universiadi, entrambe concluse con la medaglia d'oro.

## Palmarès

### Club
- Coppa di Russia: 1

2014
- Supercoppa russa: 2

2013, 2014
- Champions League: 1

2013-14
- Challenge Cup: 1

2018-19
- Campionato mondiale per club: 1

2014

### Nazionale (competizioni minori)
- Campionato mondiale under 21 2005
- Campionato europeo under 20 2006
- Campionato mondiale under 21 2007
- Universiade 2009
- Universiade 2011